# Beogradski krug
Beogradski krug je bilo udruženje neovisnih intelektualaca raznih profesionalnih profila u Beogradu u vrijeme raspada Jugoslavije. Skupina intelektualaca oštro je kritizirala organiziranu neodgovornost političkih i kulturnih elita. Čedo rada Beogradskog kruga je knjiga Druga Srbija. Na sjednicama Beogradskog kruga u Studentskom kulturnom centru i u Domu omladine postala je istoznačnicom otpora "smišljenoj laži, zločinačkom ratu, fašističkim pogromima, besmislenim razaranjima sela i gradova... ". Jedan od najutjecajnijih intelektualaca u tom krugu bio je srbijanski sociolog i prevoditelj hrvatskog podrijetla Aljoša Mimica, koji je bio član Malog vijeća Beogradskog kruga.

## Vanjske poveznice
- (srp.) Koncept Kako je nastao Beogradski krug (4)